# Weili Zhang
Zhang Weili (xinès simplificat: 张伟丽, pinyin: Zhāng Wěilì; Handan, Hebei, 13 d'agost de 1989) és una lluitadora xinesa d'arts marcials mixtes que actualment competeix en la categoria de pes palla femení de l'Ultimate Fighting Championship, on ha estat campiona en dos ocasions. A data de 2022, Zhang és la campiona pes palla femení de l'UFC i es troba en la posició #3 en el rànquing de lliura per lliura femení d'UFC.

## Carrera professional en les arts marcials mixtes

### Inicis
Zhang va fer el seu debut com a professional en AMM en 2013. Després de perdre en el seu debut com a professional davant Meng Bo per decisió unànime, va guanyar 11 combats consecutius abans de desafiar a Simone Duarte pel Campionat de pes de palla femení Kunlun Fight el 25 de maig de 2017, en Kunlun Fight MMA 11. Va guanyar l'enfrontament per la via del TKO en la segona ronda.
Zhang va fer la primera defensa del títol contra Aline Sattelmayer l'1 de juny de 2017, en Kunlun Fight MMA 12. Va guanyar per decisió unànime.
El 22 de juliol de 2017, Zhang va intentar guanyar un segon títol, quan va desafiar a Seu Ye-dam (서 예담) pel vacant Campionat de pes Palla femení de Top FC en TOP FC 15. Va guanyar el combat per TKO en la segona ronda, aconseguint així el títol.
En el següent combat, Zhang va fer la segona defensa del títol de KLF 28 d'agost de 2017, en Kunlun Fight MMA 14 contra Marilia Santos. Va guanyar per TKO en la segona ronda.
Zhang combatiria una vegada més per KLF, acumulant un rècord de 16-1 i augmentant la seua ratxa de victòries a 16 abans de signar amb la UFC.

### Ultimate Fighting Championship
Zhang va fer el seu debut el 4 d'agost de 2018, en UFC 227 contra Danielle Taylor. Va guanyar el combat per decisió unànime.
El 24 de novembre de 2018, Zhang es va enfrontar a Jessica Aguilar en UFC Fight Night: Blaydes vs. Ngannou 2. Va guanyar per submissió en la primera ronda.
Zhang es va enfrontar a Tecia Torres el 3 de març de 2019, en UFC 235. Va guanyar per decisió unànime.

#### Campionat de pes palla de l'UFC
Zhang es va enfrontar a Jéssica Andrade pel Campionat de pes Palla femení de l'UFC el 31 d'agost de 2019, en UFC on ESPN+ 15. Va guanyar la baralla per nocaut tècnic en la primera ronda per a convertir-se en la nova campiona. La victòria també li va valer a Zhang el seu primer premi a l'Actuació de la Nit.
En la primera defensa del títol, Zhang tenia previst enfrontar-se a la excampiona de pes palla d'UFC, Joanna Jędrzejczyk el 7 de març de 2020 en UFC 248. Zhang va mudar el seu campament d'entrenament de la Xina a Tailàndia i després es va mudar a Dubái a causa de les preocupacions sobre el brot de coronavirus 2019-20, que havia infectat a més de 20.000 a la Xina, com s'estipula a les normes de la TSA, es va imposar una quarantena de dos setmanes perquè qualsevol ciutadà no estatunidenc poguera accedir als Estats Units si recentment havia estat a la Xina. Després de múltiples intents fallits d'obtenir una visa per a combatre en els esdeveniments d'UFC en els EUA, el 19 de febrer de 2020, Zhang va rebre la visa. Va guanyar el combat per decisió dividida, la qual cosa va marcar la seua primera defensa reeixida del títol. Després de la victòria, va rebre el seu primer premi a la Baralla de la Nit. Posteriorment, totes dos combatents van rebre una suspensió mèdica de dos mesos que expirava el 5 de maig, amb una clàusula de combat sense contacte fins al 22 d'abril.